# Kanton Pélussin
Kanton Pélussin (francouzsky Canton de Pélussin) je francouzský kanton v departementu Loire v regionu Rhône-Alpes. Tvoří ho 14 obcí.

## Obce kantonu
- Bessey
- La Chapelle-Villars
- Chavanay
- Chuyer
- Lupé
- Maclas
- Malleval
- Pélussin
- Roisey
- Saint-Appolinard
- Saint-Michel-sur-Rhône
- Saint-Pierre-de-Bœuf
- Véranne
- Vérin